# مزدایه
مزدایه (به پارسی باستان: Mazdāya، آرامی باستان: 𐡌𐡆𐡃𐡉 MZDY، یونانی: Μαζαῖος، نویسه‌گردانی: مَزَئوس) (درگذشتهٔ ۳۲۸ پ.م.) نجیب‌زاده ایرانی،ساتراپ کیلیکیه و بعداً ساتراپ بابل بود که در زمان اسکندر مقدونی نیز در سمتش ابقا شد.

## زندگی
مزدایه ساتراپ ماقبل آخر ایرانی در کیلیکیه بود. جانشین او در کیلیکیه آرشام بود که در نهایت توسط اسکندر مقدونی از این مقام خلع شد.
مزدایه یکی از فرماندهان مورد اعتماد داریوش سوم بود. وی فردی چاپلوس بود که در جریان نبرد گوگمل همراه با سواران سوری، مادی، بین‌النهرینی، اشکانی، سکایی، تپوری، هیرکانی، کاپادوکیه‌ای و ارمنی، فرماندهی جناح راست را برعهده داشت. پس از پیروزی اسکندر بر داریوش سوم، مزدایه با خیانت اسکندر را جانشین قانونی داریوش اعلام کرده و بابل را بدون مقاومت تسلیم اسکندر نمود. او برای فاتح مقدونی مراسم استقبال باشکوهی ترتیب داد و به عنوان پاداش خوش خدمتی اش توانست ساتراپ بابل باقی بماند. اسکندر یک مقدونی به نام آپولودوروس آمفیپولیسی را تحت عنوان فرماندهٔ نظامی پادگان بابل و یک مقدونی دیگر را به عنوان مأمور جمع‌آوری مالیات منصوب کرد. مزدایه به ضرب سکه به نام خود و بعدها بدون نام خود ادامه داد.
استاتیرای دوم، دختر نوجوان داریوش سوم، در اصل با مزدایه که در دهه ششم زندگی اش بود نامزد شده بود، به گزارش کوریتوس رومی وقتی داریوش سوم پیشنهاد نیمی از مملکت و ازدواج با استاتیرا را به اسکندر داد وی با تمسخر پاسخ داد که آیا فکر می کنید نمی دانم این همان دختریست که به "مازئوس" قولش را داده اید ! با این وجود به دلایل سیاسی استاتیرا در نهایت با اسکندر ازدواج کرد.

## ضرب سکه
مزدایه سکه‌های متنوعی دارد که در طرسوس، صیدا، و بابل ضرب شده‌اند.
سکه‌ها تحت عنوان ساتراپ کیلیکیه

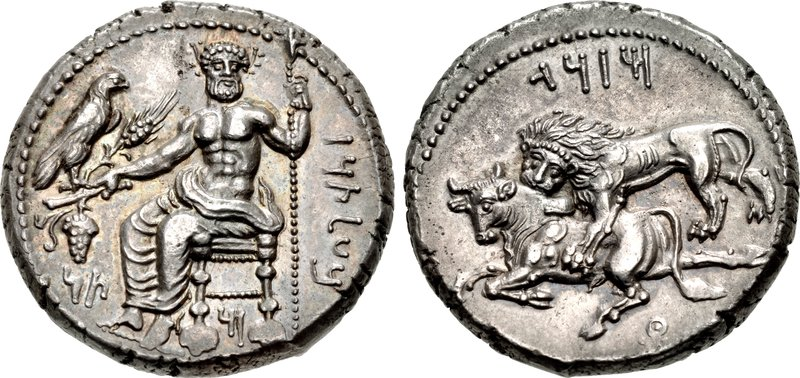
سکهٔ مزدایه. ساتراپ کیلیکیه، ۳۶۱/۰-۳۳۴ پیش از میلاد در طرسوس، کیلیکیه. آرامی: 𐡌 "M" زیر تاج و تخت
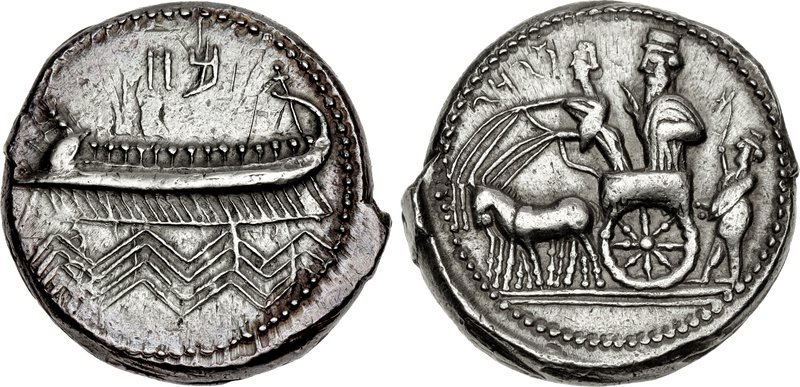
مزدایه فرماندار صیدا. حدود ۳۵۳-۳۳۳ پیش از میلاد.
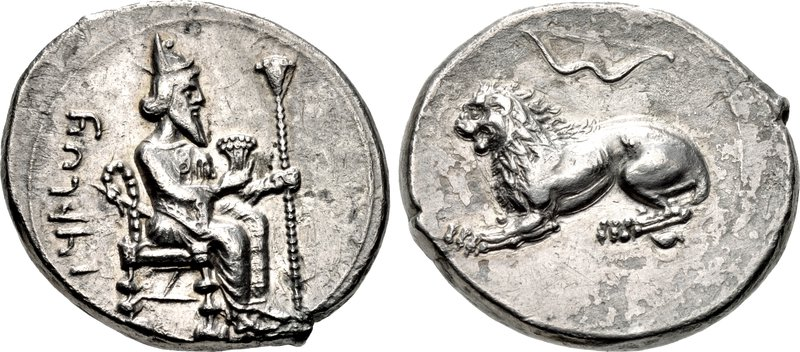
سکهٔ مزدایه، همراه با اردشیر سوم تحت عنوان فرعون. ساتراپ کیلیکیه، ۳۶۱/۰-۳۳۴ پیش از میلاد. طرسوس، کیلیکیه.
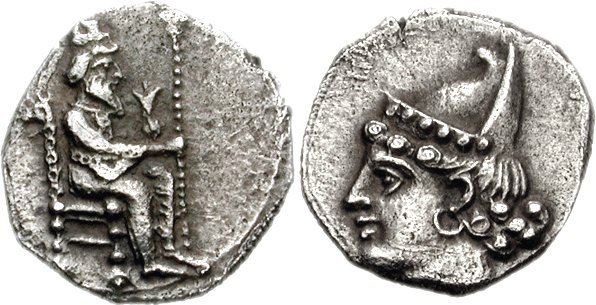
سکهٔ مزدایه همراه با اردشیر سوم و احتمالاً اردشیر چهارم تحت عنوان فرعون‌ها.

سکه‌ها تحت عنوان ساتراپ بابل

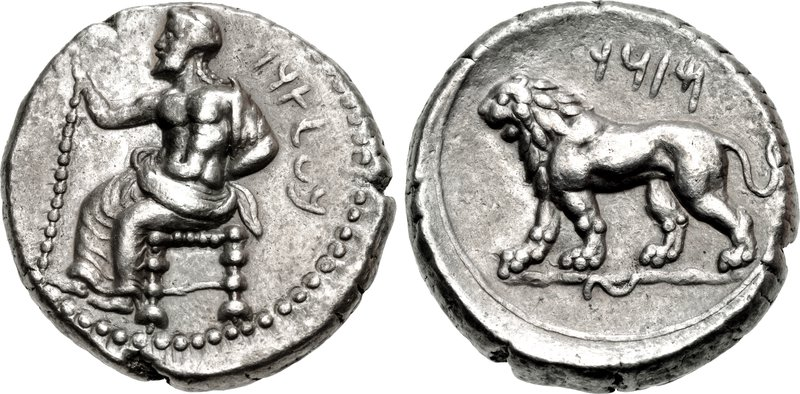
سکهٔ مزدایه تحت عنوان ساتراپ یونانی بابل در حدود ۳۳۱-۳۲۸ پیش از میلاد.
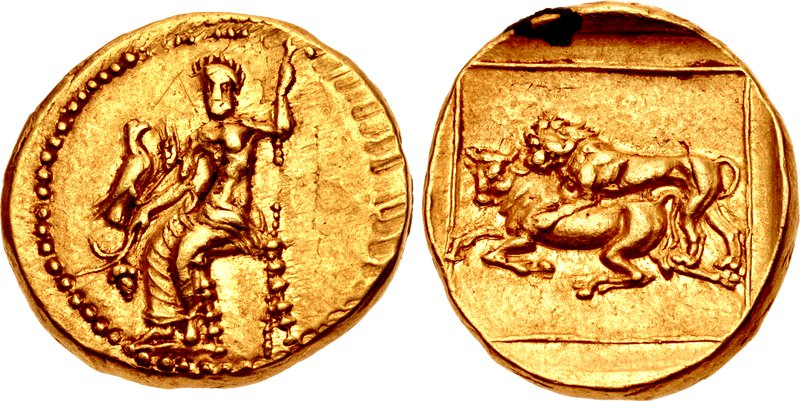
سکهٔ متأخر مزدایه تحت عنوان ساتراپ بابل.